# Индианский университет
Индианский университет — общественный университет США, в состав которого входят 9 кампусов, расположенных в штате Индиана. В общей сложности здесь обучаются более 100 тыс. студентов, из которых 42 тыс. в кампусе в Блумингтоне и около 37 тыс. в Индианском университете в Индианаполисе.

## Кампусы
Основные кампусы расположены в Блумингтоне и Индианаполисе. Индианский университет в Блумингтоне является ведущим кампусом системы, здесь расположены наиболее значимые школы университета, в числе которых музыкальная школа Джейкобса, школа информатики и вычислительной техники, бизнес-школа Келли, школа общественных и экологических вопросов, юридическая школа Маурера и др.
Кампус в Индианаполисе работает в сотрудничестве с Университетом Пердью, расположен в центре города. Здесь находятся медицинская школа, стоматологическая школа, школа права и др.
Кроме основных, в составе университета находятся семь небольших кампусов, размещённых по всему штату:
- Индианский университет Восточный, расположен в Ричмонд Индиана (Ричмонде).
- Индианский университет в Кокомо.
- университет Северо-Западный, расположен в Гэри.
- Индианский университет в Саут-Бенде.
- Индианский университет Юго-Восточной, расположен в Нью-Олбани (Индиана) Нью-Олбани.
- Индианский университет в Колумбусе (работает в сотрудничестве с Университетом Пердью).
- Индианский университет в Форт-Уэйне (находится в ведении Университет Пердью Университета Пердью).

## Целевой фонд
По данным Национальной ассоциации колледжей, целевой фонд (эндаумент) Индианского университета занимал в 2009 году 11-е место в стране среди общественных университетов с более чем 1,2 млрд долларов США.